# Askold i Dir
Askold (Haskuldr en nòrdic antic oriental i Höskuldr en nòrdic antic occidental) i Dir (Dyri en ambdós dialectes) foren, segons el Relat dels anys passats, dos dels homes de Rúrik que governaren Kíev a la dècada del 870. La crònica dona a entendre que ni eren familiars ni de sang blava.

## Biografia
El Relat dels anys passats recull que Rúrik donà permís a Askold i Dir per anar a Constantinoble. Quan viatjaven pel Dnièper, veieren un assentament sobre una muntanya i preguntaren a qui pertanyia. Els digueren que era Kíev i que l'havien construït tres germans anomenats Ki, Sxek i Khoriv, que eren avantpassats dels habitants, que ara pagaven tribut als khàzars. Askold i Dir s'establiren a la ciutat, reuniren un gran nombre de companys varegs i començaren a governar la ciutat i la terra dels polans orientals.
L'única font estrangera que esmenta un dels cogovernants és l'historiador àrab Al-Massudí. Segons ell, «el rei al-Dir [Dayr] fou el primer d'entre els reis dels eslaus». Tot i que alguns estudiosos han tractat de provar que «al-Dir» es refereix a un governant eslau contemporani de Dir, aquesta especulació és qüestionable i com a mínim és igual de probable que «al-Dir» i Dir fossin la mateixa persona. Sembla que en antic eslau oriental era originalment «askold Dir» i no «Askold i Dir», com diu el Relat dels anys passats. La paraula askold o oskold deriva del nòrdic antic óskyldr ('estranger'), així que probablement hi hagué un governant a Kíev anomenat Dir pels eslaus, mentre que els varegs l'anomenaren quelcom de similar a «óskyldr Dyri»—'Dir estranger'. Els varegs russos més tard oblidaren el significat d'óskyldr, de manera que Néstor escrigué sobre dos governants de Kíev, sobre Askold i Dir.
L'atac rus contra Constantinoble de juny del 860 agafà els romans d'Orient per sorpresa, «com un llamp caigut del cel», digué el patriarca Foci en la seva famosa oració escrita en aquesta ocasió. Tot i que les cròniques eslavones tendeixen a associar aquesta expedició als noms d'Askold i Dir (i la daten el 866), la connexió continua sent tènue. Malgrat que el mateix Foci afirma que envià un bisbe a la terra dels rus, que es convertí en cristiana i amiga dels romans d'Orient, la majoria dels historiadors rebutgen la conversió d'Askold com a apòcrifa.
Quan Rúrik morí, fou succeït per Oleg, parent seu i tutor del seu fill menor d'edat, Ígor. Oleg atacà i conquerí Kíev cap a l'any 882. Segons el Relat dels anys passats, enganyà i matà Askold i Dir mitjançant un complicat estratagema. Vassili Tatísxev, Borís Ribakov i altres historiadors russos i ucraïnesos han interpretat el cop d'estat del 882 a Kíev com a la reacció dels varegs pagans al baptisme d'Askold. Tatísxev arribà a considerar Askold «el primer màrtir rus».
Una llegenda de Kíev identifica el monticle d'enterrament d'Askold amb el turó d'Uhor, on Olga de Kíev més tard construí dues esglésies, dedicades als sants Nicolau i Irene. Avui en dia, aquest lloc es troba en una riba costeruda del Dnièper i s'hi troba el monument a la tomba d'Askold.